# World Rugby Pacific Challenge
La World Rugby Pacific Challenge, precedentemente conosciuta come IRB Pacific Rugby Cup, è una competizione istituita nel 2006 dall'International Rugby Board (oggi World Rugby, organo di governo del rugby a 15 a livello mondiale) che coinvolge le rappresentative “A” delle tre Nazioni delle Isole del Pacifico di Figi, Samoa e Tonga. Nel 2013 si aggiunse il Giappone e, solamente per quella edizione l'Australia e la Nuova Zelanda, nel 2014 anche i Pampas XV dell'Argentina e per l'edizione 2015 venne inserito il Canada, quest'ultime due si tolsero nell'edizione del 2016, ripristinando ai core team del 2013.
L'originale IRB Pacific Rugby Cup vedeva la partecipazione di due squadre per ciascuno dei tre Paesi delle Isole del Pacifico di Figi, Samoa e Tonga. La competizione è la continuazione Colonial Cup di Figi, il Campionato provinciale nazionale di Samoa e il Campionato provinciale di Tonga e ha fornito un percorso di sviluppo per i giocatori che saranno poi impegnati con le rispettive nazionali maggiori in Pacific Nations Cup.
Al primo torneo parteciparono squadre create per l'occasione: Upolu Samoa, Savaii Samoa, Fiji Warriors, Fiji Barbarians e Tau'uta Reds e Tautahi Gold per Tonga. Le squadre partecipavano a un torneo con girone all'italiana disputando in totale cinque partite. La prima e la seconda classificata accedevano alla finale per il titolo.
Dal 2015, al torneo partecipano le nazionali “A” di Giappone, Figi, Samoa e Tonga, anche se le edizioni precedenti hanno visto la partecipazione delle accademie o seconde squadre delle franchigie del Super Rugby australiane e neozelandesi e selezioni nazionali provenienti da Argentina e Canada.

## Concezione

### IRB Pacific Rugby Cup 2006–2010
Le prime cinque edizioni della Pacific Rugby Cup vedeva competere due squadre in rappresentanza di ogni Paese delle Isole del Pacifico.
- Figi: Fiji Warriors · Fiji Barbarians
- Samoa: Upolu Samoa · Savaii Samoa
- Tonga: Tau'uta Reds · Tautahi Gold

Il formato del torneo consisteva in un girone unico all'italiana, al termine del quale la prima classificata ospitava la finale contro la seconda in classifica.

### IRB Pacific Rugby Cup 2010–2014
A partire dall'edizione 2011, Figi, Samoa e Tonga vennero rappresentate dalle loro nazionali “A”, alle quali si aggiunse quella del Giappone dall'edizione 2013. La nuova formula del torneo prevedeva dei match, disputati in tour in Australia e Nuova Zelanda, contro le accademie o seconde squadre delle franchigie di Super Rugby.
- Pacific Rugby Cup:  Fiji Warriors ·  Samoa A ·  Tonga A ·  Junior Japan
- Australia: ACT A · NSW A · Reds A · Force A · Rebel Rising · Brisbane Academy · Sydney Academy
- Nuova Zelanda: Chiefs Dev XV · Crusaders Knights · Hurricanes Dev XV · Blues Dev XV · Highlanders Dev XV

Il torneo fu diviso in tre fasi: nelle prime due le rappresentative nazionali della Pacific Rugby Cup si misuravano in tour contro le squadre australiane e neozelandesi, mentre nella terza fase le squadre della Pacific Rugby Cup si affrontavano tra di loro in gara singola. Al termine delle tre fasi, la squadra che aveva guadagnato più punti in classifica generale si aggiudicava l'edizione del torneo.
Nel 2014 il formato viene nuovamente ampliato, con l'introduzione di una rappresentativa dall'Argentina e di quattro accademie delle franchigie di Super Rugby australiane come core team principali della Pacific Rugby Cup. Le squadre neozelandesi, non parteciparono all'edizione 2014, che si svolse interamente in Australia.
- Girone A:  Fiji Warriors · Force A · Reds A ·  Junior Japan
- Girone B: ACT A · NSW Gen Blue ·  Pampas XV ·  Samoa A ·  Tonga A

Il formato prevedeva una fase a gironi (in inglese: pool), al termine della quale le prime due squadre, di ogni girone, si sarebbero affrontate nella finale per il titolo.

### World Rugby Pacific Challenge
Nel 2015 la competizione viene riformata da World Rugby, il nuovo organo di governo del rugby a 15 a livello mondiale, tornando ad essere, come in origine, un torneo per sole nazionali “A”. Per l'edizione 2015 viene quindi inserita una rappresentativa canadese ed esclusi i club australiani.
- Girone A:  Junior Japan ·  Pampas XV ·  Samoa A
- Girone B:  Canada A ·  Fiji Warriors ·  Tonga A

Dall'edizione 2016 il torneo viene ridotto a 4 squadre partecipanti, ovvero le tre rappresentative delle Isole del Pacifico, e quella del Giappone.
- Fiji Warriors
- Junior Japan
- Samoa A
- Tonga A

## Albo d’oro
| Anno | N° di squadre |               | Finale       | Finale                    | Finale                       | Sede |
| Anno | N° di squadre | Vincitore     | Risultato    | Finalista 2º classificato |                              | Sede |
| 2006 | 6             | Savaii Samoa  | 10–5         | Fiji Warriors             | Marist Grounds, Apia         |      |
| 2007 | 6             | Upolu Samoa   | 35–15        | Tau'uta Reds              | Teufaiva Stadium, Nukuʻalofa |      |
| 2008 | 6             | Tautahi Gold  | 11–3         | Upolu Samoa               | Apia Park, Apia              |      |
| 2009 | 6             | Fiji Warriors | 19–7         | Upolu Samoa               | Apia Park, Apia              |      |
| 2010 | 6             | Fiji Warriors | 26–17        | Fiji Barbarians           | National Stadium, Suva       |      |
| 2011 | 3             | Fiji Warriors | girone unico | Samoa A                   | varie                        |      |
| 2012 | 3             | Fiji Warriors | girone unico | Samoa A                   | varie                        |      |
| 2013 | 4             | Fiji Warriors | girone unico | Samoa A                   | varie                        |      |
| 2014 | 9             | Pampas XV     | 36–21        | Queensland A              | T G Millner Field, Sydney    |      |
| 2015 | 6             | Pampas XV     | 17–9         | Fiji Warriors             | National Stadium, Suva       |      |
| 2016 | 4             | Fiji Warriors | 36–0         | Samoa A                   | National Stadium, Suva       |      |
| 2017 | 4             | Fiji Warriors | girone unico | Japan Junior              | National Stadium, Suva       |      |
| 2018 | 4             | Fiji Warriors | girone unico | Japan Junior              | National Stadium, Suva       |      |

## Vittorie per nazione
| Nazione   | Vittorie | Finalista 2ª posizione |
| --------- | -------- | ---------------------- |
| Figi      | 8        | 3                      |
| Samoa     | 2        | 6                      |
| Argentina | 2        | 0                      |
| Tonga     | 1        | 1                      |
| Giappone  | 0        | 2                      |
| Australia | 0        | 1                      |